# ایستگاه متروی قلهک
ایستگاه قلهک متروی تهران، یکی از ایستگاه‌های خط یک مترو تهران است که در ۱۹ بهمن ۸۸ افتتاح شد.
این ایستگاه در خیابان دکترشریعتی، بالاتر از دو راهی قلهک، نرسیده به خیابان شهید کلاهدوز جنب شمال خیابان شهید کدوئی (نوبهار) واقع شده است و ورودی دوم در شرق خیابان دکتر شریعتی قرار دارد.

## مشخصات
ایستگاه قلهک در خط ۱، در محله قلهک و در خیابان دکتر شریعتی واقع شده است؛ مساحت این ایستگاه ۴ هزار و ۵۰۰ مترمربع است و در عمق ۱۶ متری از سطح زمین قرار دارد.
ایستگاه قلهک هم‌اکنون دارای ۲ ورودی است؛ همچنین این ایستگاه مجهز به ۸ دستگاه پله‌برقی، ۲ آسانسور فعال، ۵ گیت ورودی و ۴ گیت خروجی است و روزانه به‌طور متوسط پذیرای حدود ۱۴ هزار و ۵۰۰ مسافر است.

## امکانات
از امکانات این ایستگاه می‌توان پله برقی، آسانسور، آب سردکن ، نمازخانه، دفتر اشیاء گم شده و  پایانه تاکسیرانی را نام برد.

## پیشینه

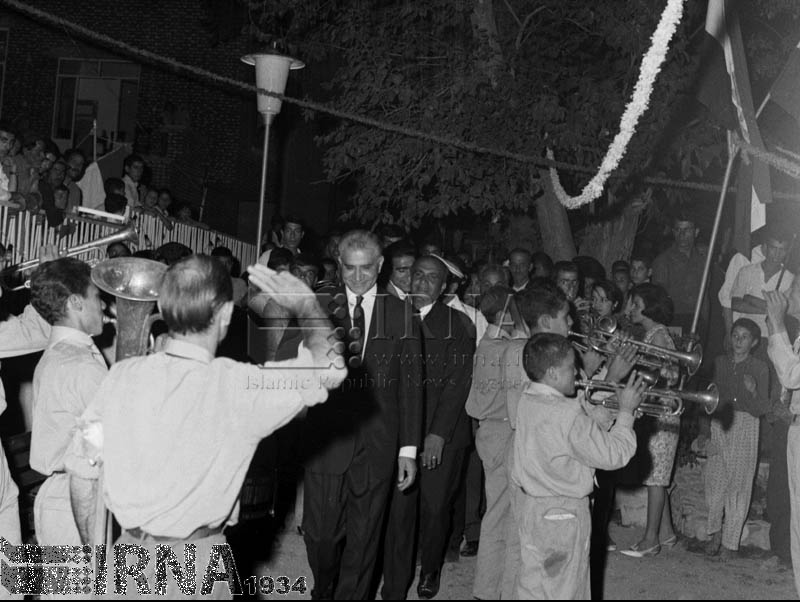
گشايش باغ کودک قلهک

قبل از ساخت ایستگاه مترو قلهک، مکان ایستگاه پارک کودک قلهک بود که در ۱۳ مرداد ۱۳۴۴ در کنار کتابخانه شماره ۷ در قلهک توسط شهردار وقت  تهران تقی سرلک افتتاح شده بود که پس از تعیین این محل به عنوان ایستگاه به کلی تخریب و ایستگاه مترو بنا شد.

## خطوط اتوبوسرانی
از خطوط اتوبوسرانی منتهی و عبوری از مجاور این ایستگاه خطوط ذیل می‌باشد:
- خط ۳۰۳ ميدان قدس به پيچ شميران در مسير خيابان شريعتي، متروي قيطريه، پل صدر، خيابان شريعتي، پل سيدخندان، سهروردي، خيابان مطهري و ملك و خيابان شريعتي تا پيچ شميران[۶]